# Shaun Briscoe

a Compétitions nationales et continentales officielles uniquement.

b Matchs officiels uniquement.
Shaun Briscoe, né le 23 février 1983 à Higher End, est un joueur de rugby à XIII anglais évoluant au poste d'arrière ou d'ailier dans les années 2000. Il a été sélectionné en sélection anglaise, participant au Tournoi des Quatre Nations 2009. En club, il a commencé sa carrière aux Wigan Warriors avant de la poursuivre à Hull FC et Hull KR.